# Всемирный уйгурский конгресс
Всемирный Уйгурский Конгресс (Курултай) (ВУК, уйг. دۇنيا ئۇيغۇر قۇرۇلتىيى / Dunya Uyghur Qurultiyi‎, кит. 世界维吾尔代表大会) — международная организация изгнанных уйгуров, созданная «чтобы представлять общие интересы народа уйгуров» как в Восточном Туркестане в составе Китая, так и за его пределами.

## История
Первая уйгурская организация, которая объединила большую часть уйгурских общин, была создана в декабре 1992 года, в Стамбуле и получила название Национальный Конгресс Восточного Туркестана.
Спустя шесть лет в декабре 1998 года, также в Стамбуле, на съезде более сорока уйгурских лидеров и приблизительно трехсот представителей уйгурских общин от 18 стран, эта организация была переименована в Восточно-Туркестанский Национальный Центр (ВТНЦ). Изначально штаб-квартира ВТНЦ была в Турции, но под давлением Китая, центр перебазировался в Мюнхен.
16 апреля 2004 года ВТНЦ был преобразован во Всемирный Уйгурский Конгресс, объединив все группы изгнанных уйгуров включая Американскую ассоциацию уйгур (UAA) и Конгресс Уйгурской Молодежи. В настоящее время президентом организации является Рабия Кадир, избранная на этот пост в 2006 году. Видная деловая женщина и политический активист, Кадыр находится в изгнании в Соединенных Штатах с 2005 года после шести лет заключения в Китае по обвинению в «разглашении государственной тайны».

## Идеология и цели
Идеологией ВУК является уйгурский национализм. Исторически уйгурский национализм наряду с пантюркизмом в движении сопротивления уйгуров начал преобладать с начала XX века, основоположниками явились лидеры ТИРВТ Сабит Дамулла Абдулбаки, Мухаммад Имин Богра и Иса Юсуп Альптекин.
ВУК ставит целью достижение подлинной автономии Синьцзян-Уйгурского автономного района в рамках КНР, что соответствует конституции КНР. Придерживается принципиально ненасильственных методов борьбы, и осуждает любые проявления экстремизма.

## Деятельность
Деятельность организации заключается прежде всего в правозащитной деятельности, мониторингу нарушений прав уйгуров в КНР и за его пределами. ВУК также ведет активную пропагандистскую деятельность по критике КПК, сотрудничает с Тибетским правительством в изгнании, китайскими диссидентами, правозащитными организациями. Организация имеет представительства в Австралии, США, Великобритании, Турции, Бельгии, Канаде, Нидерландах, Киргизии, Швеции и др. странах.
| Должность                          | Имя                                                                                    | Местонахождение                                          |
| ---------------------------------- | -------------------------------------------------------------------------------------- | -------------------------------------------------------- |
| Президент                          | Долкун Иса                                                                             | Германия                                                 |
| Почетный председатель              | Мехмет Риза Бекин Рабия Кадир                                                          | Турция · США                                             |
| Главный советник                   | Эркин Альптекин                                                                        | Германия                                                 |
| Вице президент                     | Сайит Тумтурк Кахриман Хожамбердиев Омар Канат Аскар Жан Самат Абла Абдумиталип Имиров | Турция · Казахстан · США · Германия · Норвегия · Бельгия |
| Генеральный секретарь              | Долкун Айса                                                                            | Германия                                                 |
| Заместители Генерального секретаря | Аркин Амят Абдурешит Турдиев Туйгун Абдувели                                           | Турция · Казахстан · Канада                              |
| Представители                      | Дильшат Решит Алим Сеитов                                                              | Швеция · США                                             |

Тем не менее, китайское правительство определяет Конгресс и примкнувшие к нему группы как террористическую организацию, которая использует законное прикрытие для незаконной цели — отделение уйгуров от Китая. Многие лидеры ВУКа объявлены в международный розыск. КНР также обвинило ВУК в организации массовых протестов в Урумчи 5 июля 2009 года.
Акции в поддержку уйгуров, организованные ВУК в различные странах.

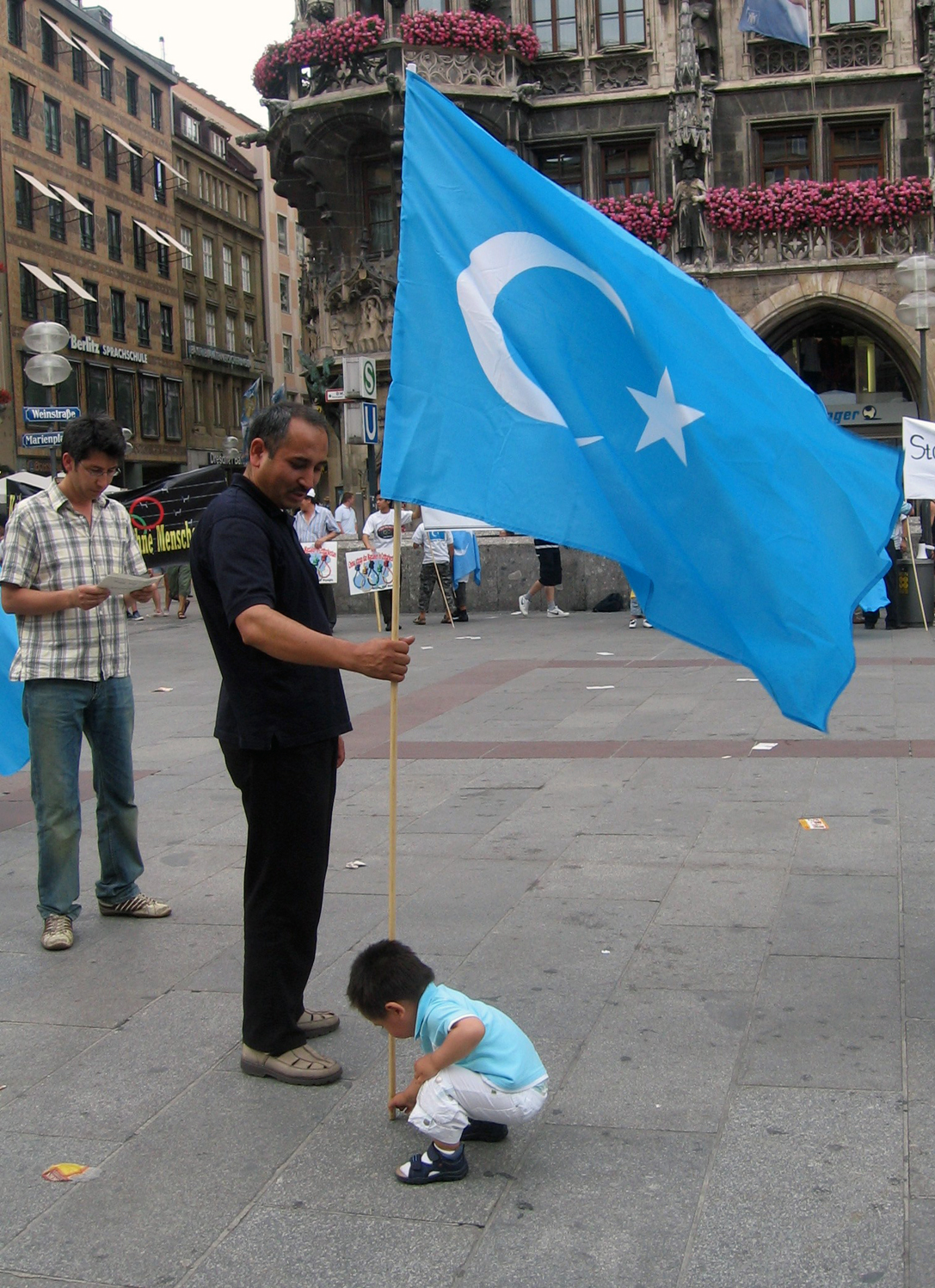
Мюнхен, Германия. 21 августа 2008
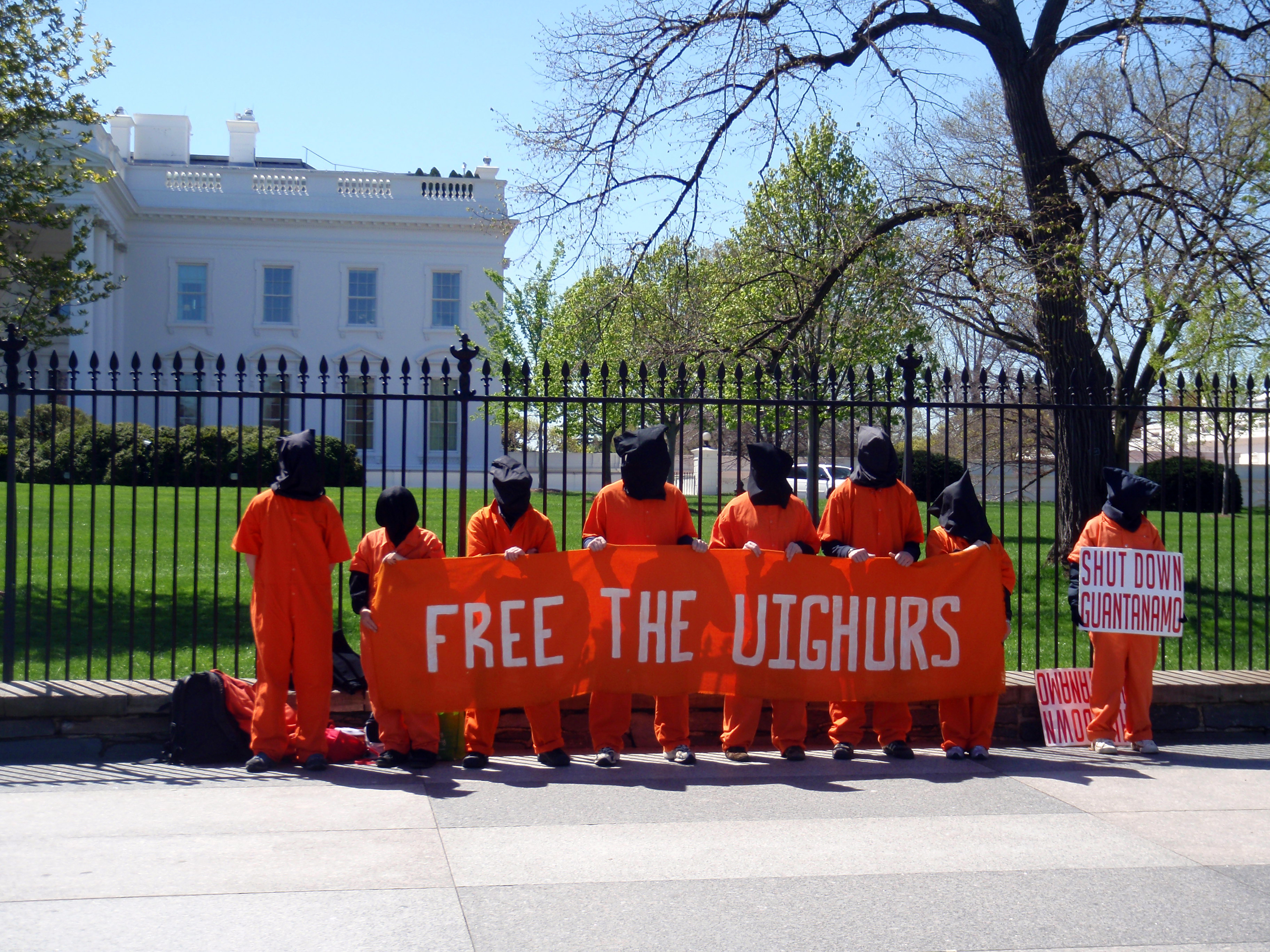
США. 19 апреля 2009
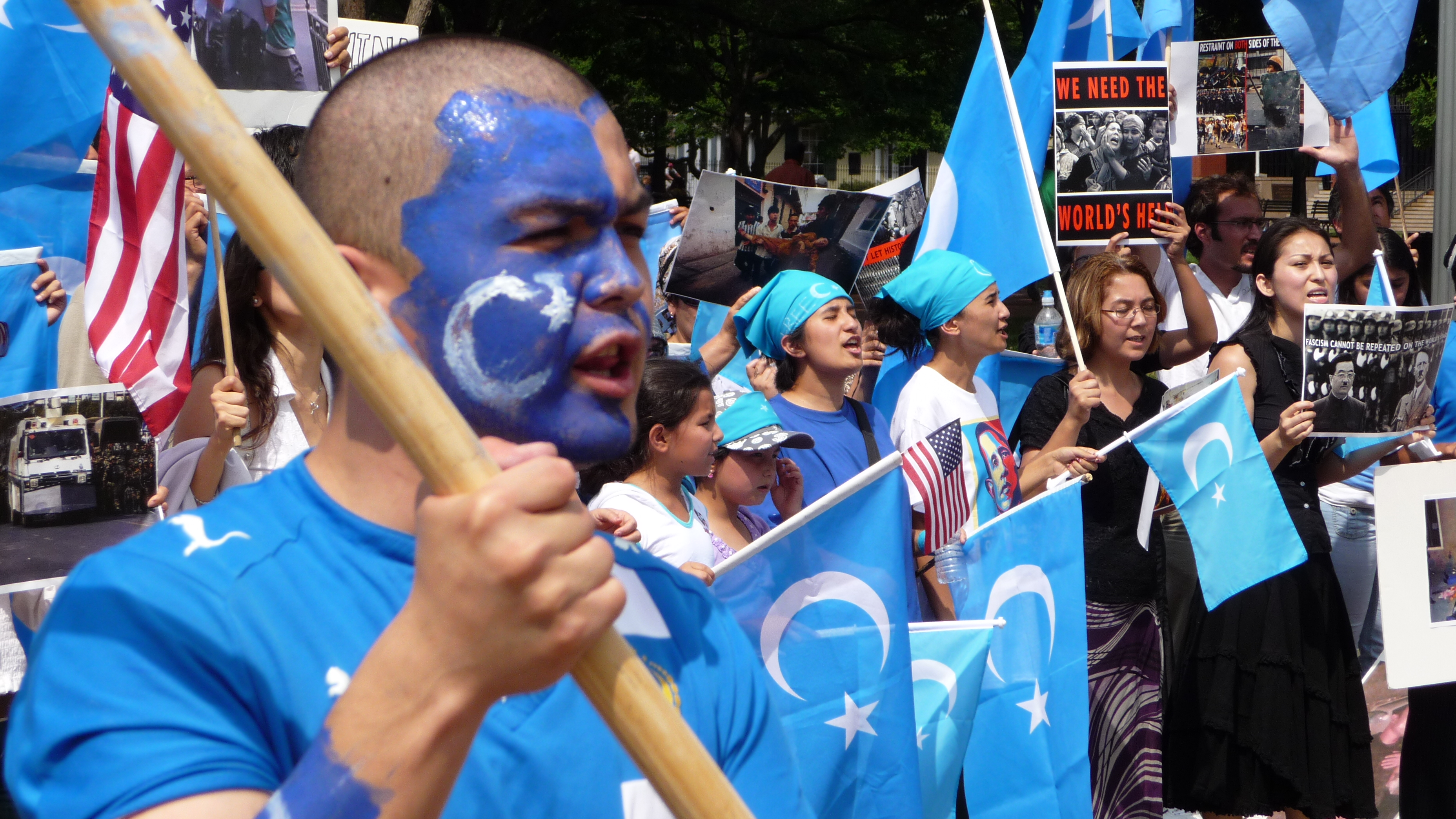
Вашингтон, США. 10 июля 2009
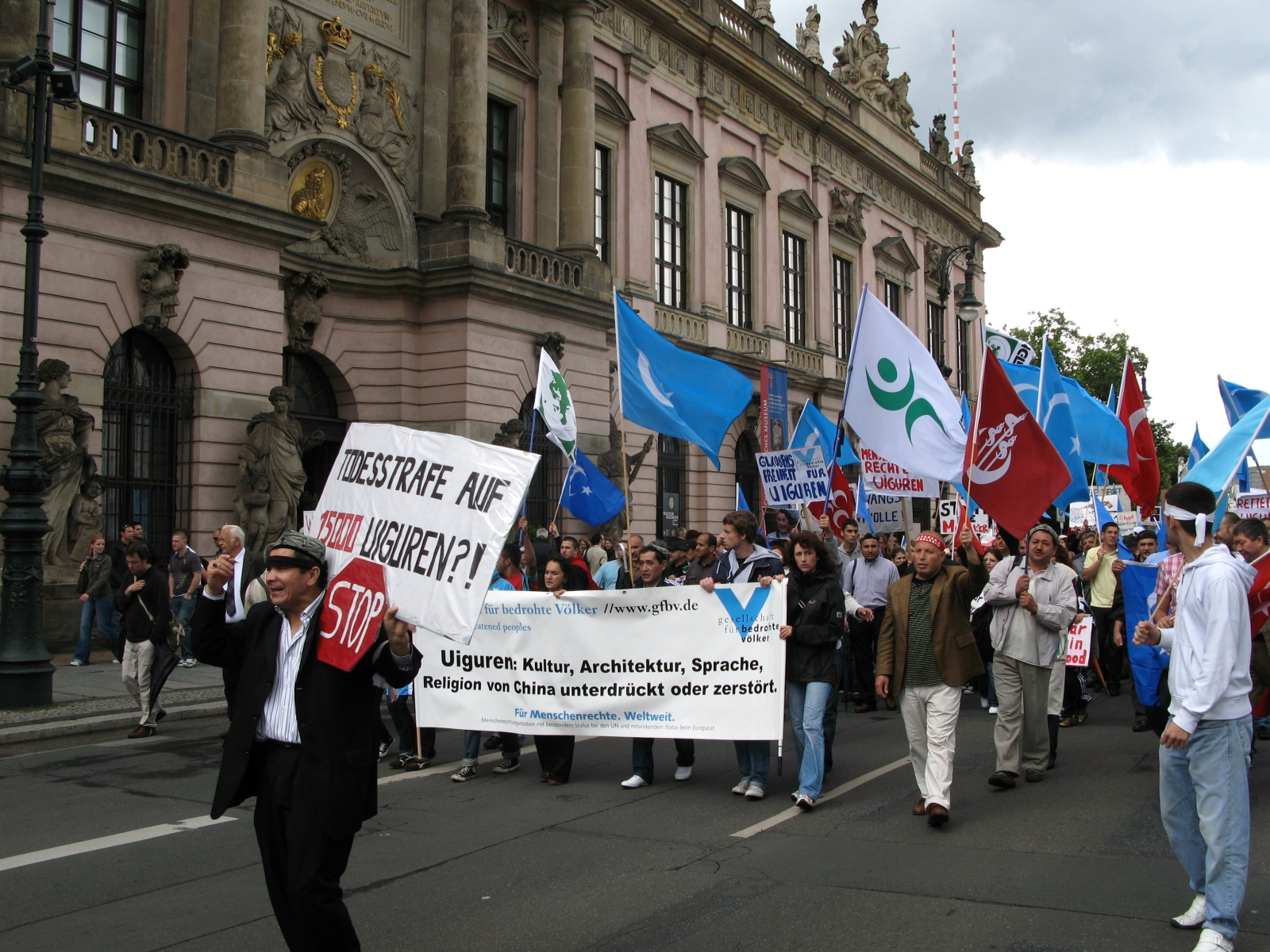
Берлин, Германия. 10 июля 2009
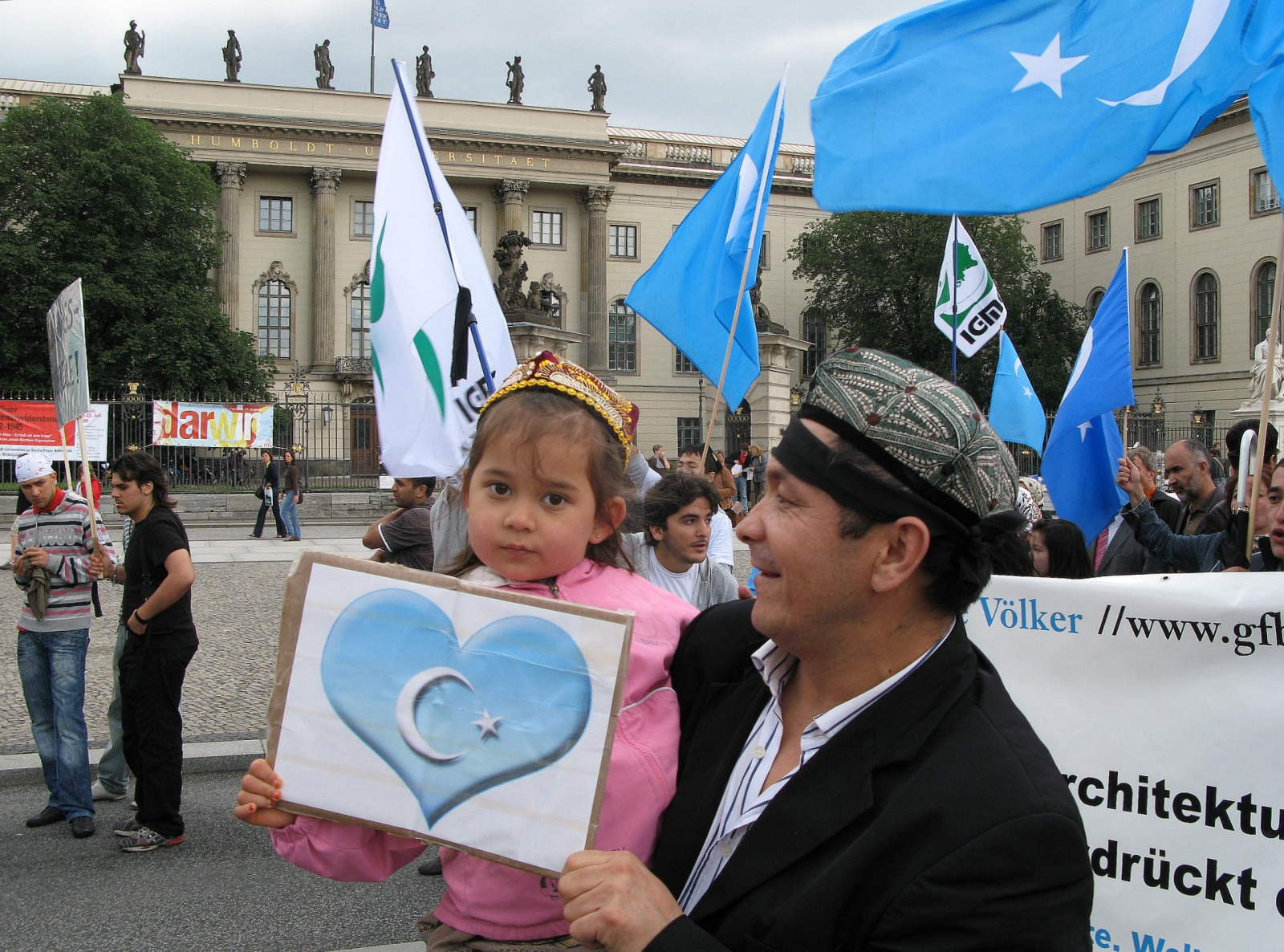
Берлин, Германия. 10 июля 2009